# Arborophila javanica
Arborophila javanica е вид птица от семейство Phasianidae.

## Разпространение
Видът е разпространен в Индонезия.